# روآن ساتلمایر
روآن ساتلمایر (به آلمانی: Rouven Sattelmaier) (زاده ۷ آگوست ۱۹۸۷ - لودویگزوبورگ) دروازه‌بان فوتبال اهل آلمان است.
وی فوتبال را از باشگاه آفالترباخ شروع کرده و سپس در سال ۲۰۰۰ به تیم جوانان اشتوتگارت پیوست، سپس یک سال بعد به تیم فرایبورگ و در سال ۲۰۰۳ به تیم اشتوتگارت کیکرز پیوست، ساتلمایر در سال ۲۰۰۵ به عضویت تیم یان رگنسبورگ در آمد. وی در سال ۲۰۱۰ میلادی به بایرن مونیخ پیوست.